# Битва під Підгайцями (1667)
Би́тва під Підга́йцями (Підгаєцька кампанія) відбулася 6—16 жовтня 1667 року, під час польсько-козацько-татарської війни 1666—1671 біля міста Підгайці (тепер у Тернопільській області), в якій польний коронний гетьман Речі Посполитої Ян Собеський із 4 тисячами війська та озброєними селянами зупинив наступ 12-тисячної козацької армії гетьмана Петра Дорошенка в союзі з 16 (за деякими джерелами, 20 ) тисячною татарською ордою — завдяки провокаційному нападу кошового Запорозької Січі Івана Сірка у жовтні 1667 р. на Крим. Петро Дорошенко внаслідок зради калги-султана Кирим Ґерая змушений був укласти Підгаєцьку угоду і погодитися на зверхність Речі Посполитої над Правобережною Україною.

## Передумови
Від кінця квітня 1666 року уряди Речі Посполитої та Московії вели між собою в селі Андрусові переговори про мир. Гетьманові Петрові Дорошенку стало відомо, що московський уряд має намір зректися претензій до Правобережної України, аби цією ціною зміцнити своє панування над Лівобережжям. Дорошенко вирішив ударити на Річ Посполиту, щоб примусити її зректися з свого боку Правобережної України й цим поставити обидві сторони, які вели перемовини в Андрусові, перед фактом унезалежнення цієї частини України. Дорошенко заручився восени 1666 року допомогою з Криму — до нього прийшло 30000 татар. Польський уряд, по ліквідації рокошу Любомирського, вислав 6000 коронного війська на Україну під проводом реґіментаря Себастьяна Маховського. Він у грудні 1666 р. вступив на Поділля й першим ділом зруйнував містечко Івангород, яке не хотіло піддатися добровільно. Але вже 19 грудня на нього напав Дорошенко між Браїловом і Брацлавом і у битві знищив цілий його відділ, а сам Маховський потрапив у полон і був відвезений до Криму.
Це прискорило укладення договору в Андрусові 13 січня 1667 р.), на основі якого встановлялося перемир'я між Річчю Посполитою та московитами на 13 років. Правобережна Україна залишалася під Польщею, Лівобережна — під Москвою; Київ залишався у московитів тільки на два роки; Запорожжя мало зоставатися під спільною зверхністю обидвох окупантів. Андрусівський трактат неприхильно зустріли Дорошенко, турки й татари: для першого він дуже утруднював його програму злуки обох частин України, а для Туреччини й Криму виникала небезпека спільного супроти них фронту Польщі й Московії.
Але зречення московського уряду претензій до Правобережної України розв'язувало П. Дорошенкові руки щодо боротьби проти Польщі в союзі з Кримом і Туреччиною. Ще перед остаточним закінченням Андрусівських переговорів він вислав до Криму посольство клопотатися, щоб новий хан Аділь Ґерай (поставлений турками замість скинутого в 1665 Мехмед Ґерая IV) помирився з Москвою і вкупі з ним воював Польщу.

## Західний похід гетьмана Дорошенка

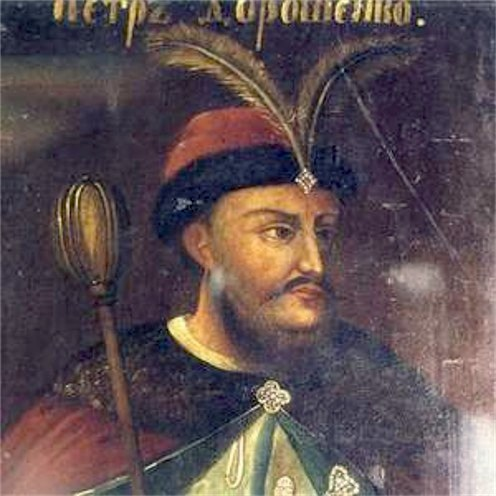
Петро Дорошенко

У травні 1667 року гетьман Правобережної України Петро Дорошенко, намагаючись здобути Україну по Віслу, почав підготовку до походу проти Речі Посполитої. Були розіслані універсали про мобілізацію козаків, котрі мали збиратися під Корсунем. До Стамбула вирушило посольство засвідчити готовність прийняти протекцію султана. Мехмед IV позитивно поставився до цієї пропозиції. У серпні гетьман застеріг Яна Казимира, щоб той не чинив шкоди козакам, котрі в минулому перебували в його підданстві, але тепер «заховалися під опіку султана». Прибулі в другій половині травня кілька тисяч татар Батирші-мурзи, на їхню вимогу, разом із уманськими козаками полковника Григорія Білогруда були послані по здобич на захід. Вони вдерлися в Летичівський повіт Подільського воєводства та на Волинь, де захопили численний ясир. У червні кількатисячний чамбул Елле-мурзи й козаки Гоголя пройшли через Поділля до Тернополя. Протягом липня-серпня татари, котрі приходили на допомогу Дорошенку, вчинили спустошливі рейди до Старокостянтинова, Меджибожа, Острога, Заслава, Збаража, Вишнівця й Дубна. Вимушена згода гетьмана на проведення цих походів у західноукраїнські землі стала його великим політичним прорахунком, бо призвела до втрати в майбутньому підтримки з боку місцевого населення. Зазнавши лиха від татар, воно стало шукати захисту в польських воєначальників, чим напрочуд вдало скористався призначений коронним гетьманом Ян Собеський.
У середині серпня 1667 року Дорошенко здобув Чигиринський замок і посилив облогу польського гарнізону Білої Церкви. Не довіряючи обіцянкам короля надати «удільність» частині козацької України, він силою близько 15 тисяч козаків з 30-40 гарматами разом із 16-20-тисячним татарським військом на чолі з калгою-султаном Кирим Ґераєм на початку вересня вирушив у похід проти Речі Посполитої. На поміч йому прийшло й 3 000 турецьких яничар із 12 гарматами. За визнанням Собеського, козаки мали намір іти аж до Вісли. Основні сили українців і татари просувалися через Старокостянтинів на Тернопіль. Допоміжного удару з боку Подністров'я завдавав Гоголь (захопивши з козаками й опришками Шарівку, він атакував Ярмолинці, де, за словами автора «Римованої хроніки», кожен поляк "мусів, захищаючись, скакати як горобець на нитці").

## План Собеського

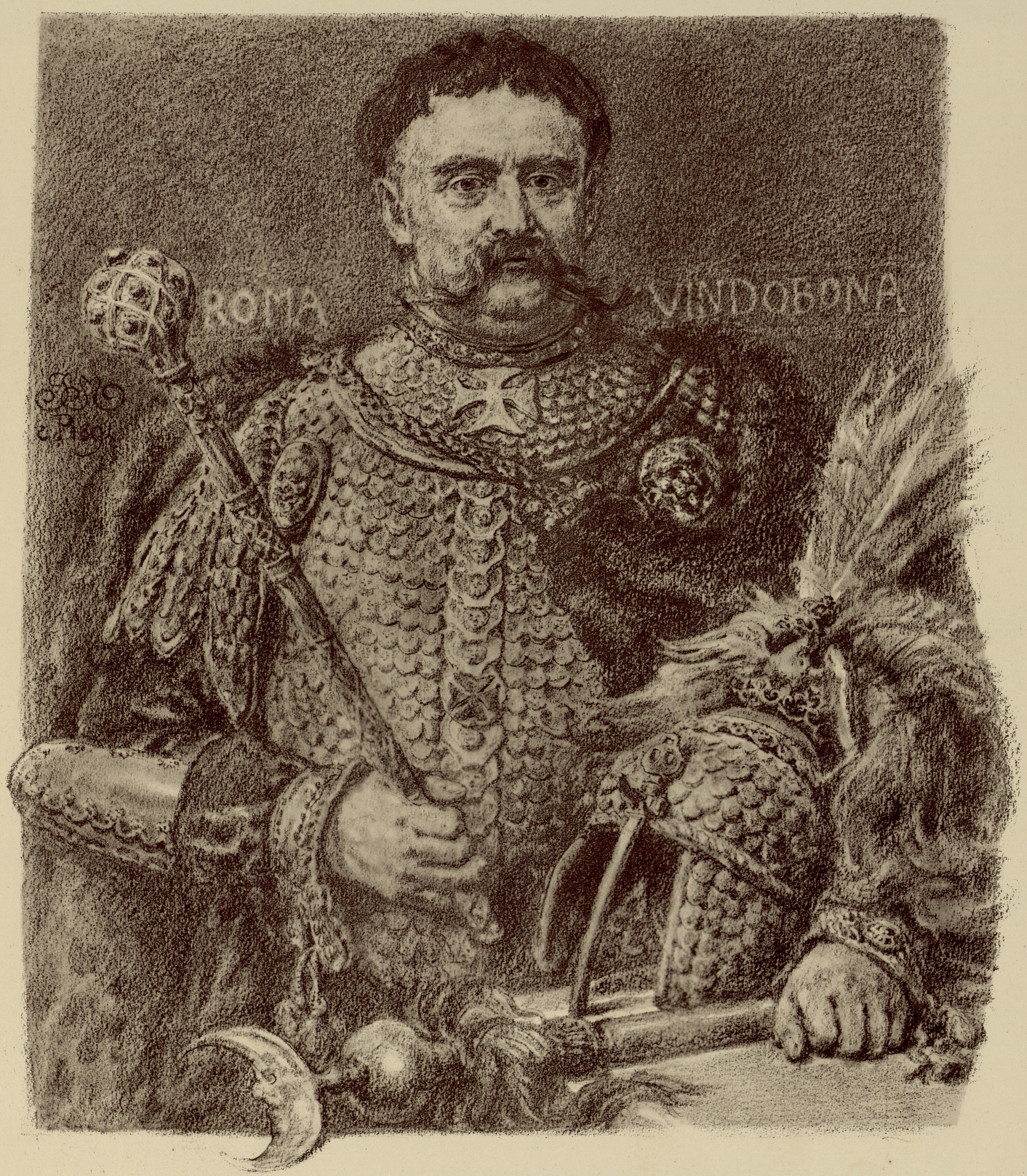
Ян Собеський

Річ Посполита, стомлена громадянською війною (рокошем Любомирського), була не готова до війни, тому гетьман польний Ян Собеський мусив сам разом із місцевим населенням, зімпровізувати оборону. Вже у червні він повідомив шляхту Руського і Люблінського воєводства про можливу небезпеку. Гетьман, показуючи приклад великої енергії, зумів зібрати 15000 жовнірів (до цього числа входили гарнізони фортець і приватні війська). Крім того, озброїв багато селян, які приєдналися до війська.

Підгаєцька кампанія, осінь 1667 року

Перед підходом з'єднаної козацько-татарської армії Собеський вирішив скористатися досвідом Стефана Чарнецького під час кампанії 1664 року проти козаків, застосувавши його для розгрому татарських чамбулів. Собеський розумів, що його сили недостатні для того, щоб розбити Дорошенка у вирішальній битві. Також, якби Собеський спробував затулити шлях вглиб країни армії Дорошенка, ставши в одному укріпленому таборі (за прикладом Збаража, то частина сил супротивника могла б його легко заблокувати в таборі. Саме тому Собеський вирішив розділити армію на п'ять з'єднань кількістю від кількохсот до пари тисяч жовнірів. Кожна така група захищала певний район або перекривала важливий шлях, опираючись на зміцнені фортеці Західного Поділля, Волині й Галичини (Кам'янець, Теребовля, Бережани, Дубно, Броди та інші) або укріплений табір, а тому не боячись того, що їх може знищити військо П. Дорошенка. При цьому кожна група мала достатню кількість рухомих сил, здатних до погрому окремих чамбулів. Поєднання наступальної сили польської кінноти з оборонною здатністю фортець мало принести добрий результат. Я. Собеський хотів розпорошити сили противника й, нав'язавши їм маневрову боротьбу, знищити.
З другою частиною (3000 війська) Собеський став спочатку під Кам'янцем, куди він дістався 20 вересня. Тут він розраховував поставити під загрозу зручний відкритий шлях на Львів. Але Дорошенко з Кирим Ґераєм не піддалися на хитрість. Під прикриттям пропозиції про ведення переговорів союзники 25 вересня рушили з-під Старокостянтинова на захід, через Збараж і Вишневець та дійшли 3 жовтня до Поморян. Собеський, дізнавшись про появу татар і Дорошенка у Галичині, 1 жовтня вирушив до Підгаєць і став там 4 жовтня за 45 км од головних сил супротивника, загрожуючи її комунікаційним лініям та розраховуючи на те, що П. Дорошенко вирішить його розбити.
Коли татари розпустили чамбули, виявилося, що польські відділи були розташовані так, що нападники скрізь натрапляли на опір і більшість відправлених загонів було розбито. Особливо відчутних поразок татари зазнали під Поморянами, Бучачем і Нараєвом. Лише Зборів здався без боротьби, ставши жертвою грабежу орди. Коли з'ясувалось, що урозсип діяти не вдалося, козацько-татарські сили знову зосередилися в кулак і рушили на Львів.

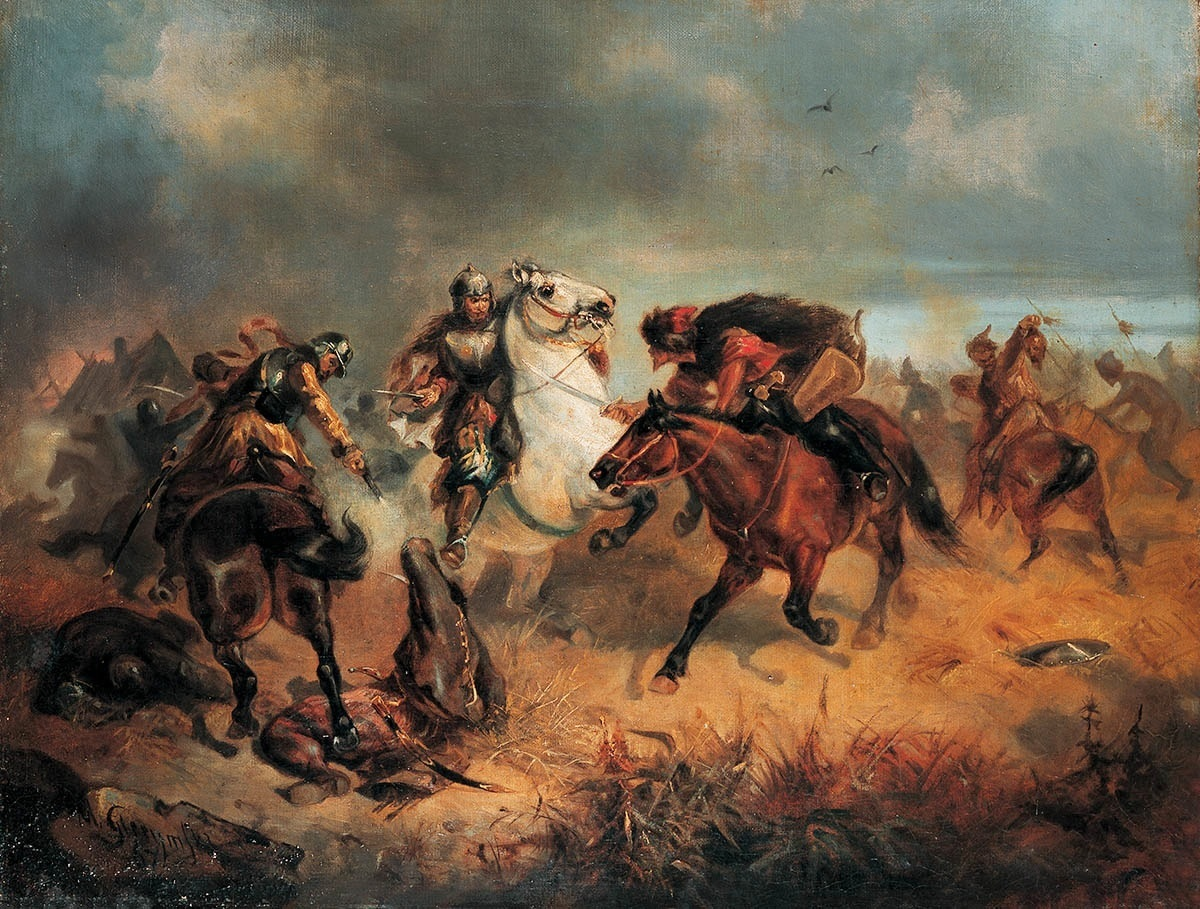
Сутичка з татарами (художник Максиміліан Ґєремський, 1867)

На шляху до Львова, під Підгайцями, козаки й татари наштовхнулися на армію польного коронного гетьмана Яна Собеського (3000 солдатів, 6000 озброєних селян і 18 гармат), що закрила їм дорогу. Обране Собеським для бою місце було дуже зручно обороняти. На північ від Підгайців лежить височина, обмежена з одного боку лісом, а з другого річкою Коропцем, що утворює тут смугу ставів. Височина поділена ярами та струмками на східну і західну частину. З півдня й заходу Підгайці прикривали густі ліси, а зі сходу болота і глибокі балки. Собєський заздалегідь провів інженерну підготовку поля бою, звівши два равеліни з гарматами на північ від підгаєцького замку. Більшість військ Я. Собеського лишилися в резерві. Відділи Кирим Ґерая і Петра Дорошенка (близько 20000 війська) підійшли до Підгайців вже 4 жовтня, але битва почалася на два дні пізніше — 6 жовтня.

## Битва

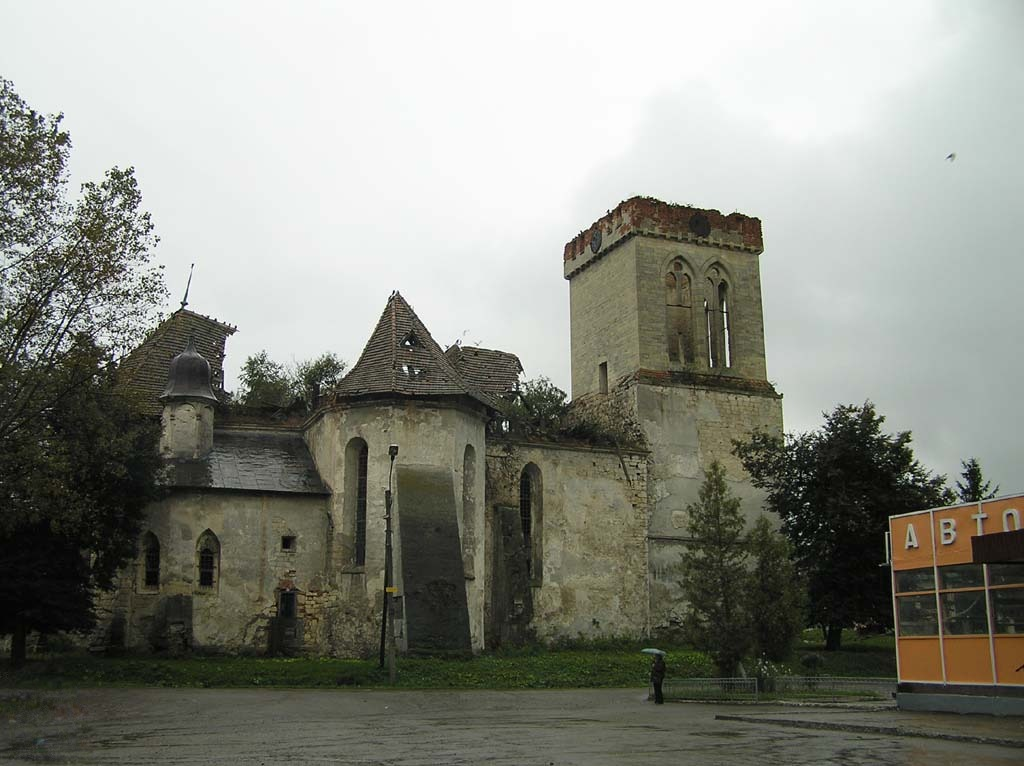
Костел в Підгайцях, 15-2 пол. 17 ст., у якому була підписана Підгаєцька угода

Особливості поля бою змусили союзну армію поділитися на два крила, що могли слабо взаємодіяти тактично через те, що поле бою поділяв на дві частини глибокий яр. При цьому як західна, так і східна частини поля мали ширину не більше 1 км, що унеможливило для козацько-татарського війська використати свою чисельну перевагу — у першому ешелоні могло йти не більше 8-10 тисяч вояків.
Задум Дорошенка полягав у тому, щоб татари вдарили бережанським шляхом на західній частині підгаєцької височини, по лівому флангу поляків втягнути в бій всі сили Собєського та відвернути їх від спроби козаків здобути Старе Місто Підгайців, форсувати Коропець, вийти у тили розташування поляків та відрізати їх від підгаєцького замку.
Собеський розмістив всю свою піхоту й артилерію у двох равелінах у формі півкола під командою майбутнього гетьмана Яблоновського (переможця татар під Устечком у 1694 році), тримаючи в резерві всю свою кінноту.

Схема битви під Підгайцями 1667 р.

Першим почав наступ калга-султан з татарами, але оскільки він вівся на вузькому фронті, Собеський зупинив його вогнем піхоти й артилерії з польових укріплень, а також контратаками кінноти із другої лінії. У контратаці взяло участь дві третини кінноти Собєського, 13 корогов під проводом поручника гетьманської гусарської корогви Александра Поляновського. Цим 800 полякам протистояло близько 2 000 татарської кінноти, яка через брак простору не могла реалізувати чисельну перевагу та оточити Поляновського. Тим часом польська артилерія почала вести вогонь через голови своєї кінноти по другій лінії татар, не даючи їм прийти на допомогу першій лінії.
В цей час почалася атака Дорошенка на правий фланг Собеського. Проти козаків Собеський кинув решту кінноти, 400 коней на чолі з поручником Вілчковським. Ця атака повинна мала дати час польській піхоті і селянам закінчити лінію шанців: довести її до Коропця і перекрити шлях у тил польського розташування.
Атака козаків була підтримана вогнем козацьких гамат, і супроводжувалася спробою форсування струмка вище Старого Міста із метою обійти поляків з тилу. Вона також закінчилася невдачею: її зупинила, крім решти другої лінії, також кіннота, перекинута з лівого крила після того, як там було відбито татар. Ці 5 козацьких (панцерних) і татарських корогов, 300 чи 400 коней, атакували загін козаків, що переходив через струмок, і розбили його. При цьому їх атакувала татарська кіннота, що підтримувала наступ козаків, і відрізала їм відступ до правого берега річки. 5 корогов тоді пробилися до групи Вілчковського і разом з нею вдарили на татарську кінноту.
Татари Кирим Ґерая на польському лівому фланзі відступили, і це дозволило полякам разом з селянами і табірною челяддю перейти у контратаку і відкинути козаків Дорошенка. Козаки, атаковані з трьох сторін, запанікували та побігли, а козацько-татарські резерви через вузький фронт завширшки 1 км не змогли подати їм допомоги.
Невдача козацько-татарського війська, окрім складності штурму добре захищеної позиції супротивника в умовах складної місцевості, була обумовлена поганою координацією дій двох частин коаліційного війська. Через високі втрати козаки й татари відмовилися від спроби досягти швидкого розв'язання бою і використовуючи кількісну перевагу, розпочати облогу польських військ. Втрати поляків також були високими, до 500 осіб.

## Угода
Під час цієї облоги польські гарнізони, розсіяні по краю, перекрили лінії постачання козацько-татарського війська. Крім того, запорозький кошовий отаман Ждан-Ріг (Іван Кириленко) і харківський полковник Іван Сірко, союзник Речі Посполитої, з 2000 запорожців вдерся до Криму і, користуючись з відсутності на півострові значних військових сил, пограбував і розорив край так, що там залишилися «тільки пси й коти». Прорвавшись через Перекоп, козаки зруйнували м. Арбаутук, вбили понад 2 тис. чоловіків, захопили в рабство 1,5 тис. жінок і дітей, звільнили 2 тис. невільників і з тріумфом повернулися до Січі.
Ця звістка страшенно наполохала татар, які були з Дорошенком, і відібрала у них охоту далі воювати в Галичині. Вони відчули недовір'я до своїх союзників козаків. Багато почало тікати з табору додому. Повторилася типова в історії татарсько-українських союзів картина: понад головами своїх союзників Кирим Ґерай почав 16 жовтня переговори з Собеським, і всього за якихось чотири години вже був готовий трактат про «вічну приязнь і непорушний мир»; а щодо козаків, то вони мали б залишатися в польскім підданстві на умовах, які мусила виробити спеціальна комісія. Угода також передбачала обмін полоненими.
Під час переговорів татари зокрема запропонували союз проти Росії. Згідно з цими угодами, в обмін на «подарунки» татари мали утриматися від набігів, і також утримувати від нападу Буджацьку і Добрудзьку орди, які не визнавали зверхності кримського хана. У окремому універсалі 18 жовтня дозволено татарам повернутися у Крим разом із захопленим ясиром. Тому, повертаючись, татари лише на Покутті спустошили близько 300 сіл.
Дорошенко опинився в настільки небезпечній ситуації, що мусив наспіх копати окопи, щоб захистити свій табор від «союзників». Коли на третій день Кирим Ґерай запропонував своє посередництво, то йому не залишалося нічого іншого, як розпочати й собі переговори із Собеським.
Через три дні, 19 жовтня, дійшли до угоди: Дорошенко і все Військо Запорозьке обіцяли підданство королеві й відмовлялися на майбутнє від усяких інших протекцій; дідичі могли вільно вертатися до своїх маєтків; коронне військо не мало входити до козацької України; польська залога в Білій Церкві мала бути зменшена, остаточну полагоду відносин відкладалося до найближчого сейму. Пакт скріплено взаємною присягою Дорошенка й Собеського.
Через брак достатніх сил підгаєцька кампанія не могла принести тривалої політичної користі Речі Посполитій. Єдине, чого вдалося добитися Собеському, це запобігти надмірним людським і матеріальним втратам. З іншого боку, можна лише уявляти, за словами відомого дослідника Дмитра Дорошенка, яким важким ударом для Дорошенка став «такий фінал кампанії, до якої він старанно приготовлювався цілий рік з напруженням усіх своїх сил!»
Цікаво, що радянська «Історія Української РСР» згадує про цю битву як про перемогу Дорошенка: «Наступного року поблизу Підгайців полки Дорошенка і татарські загони знову оточили військо Речі Посполитої і завдали йому поразки»

## Битва у контексті військового мистецтва 17-18 століть

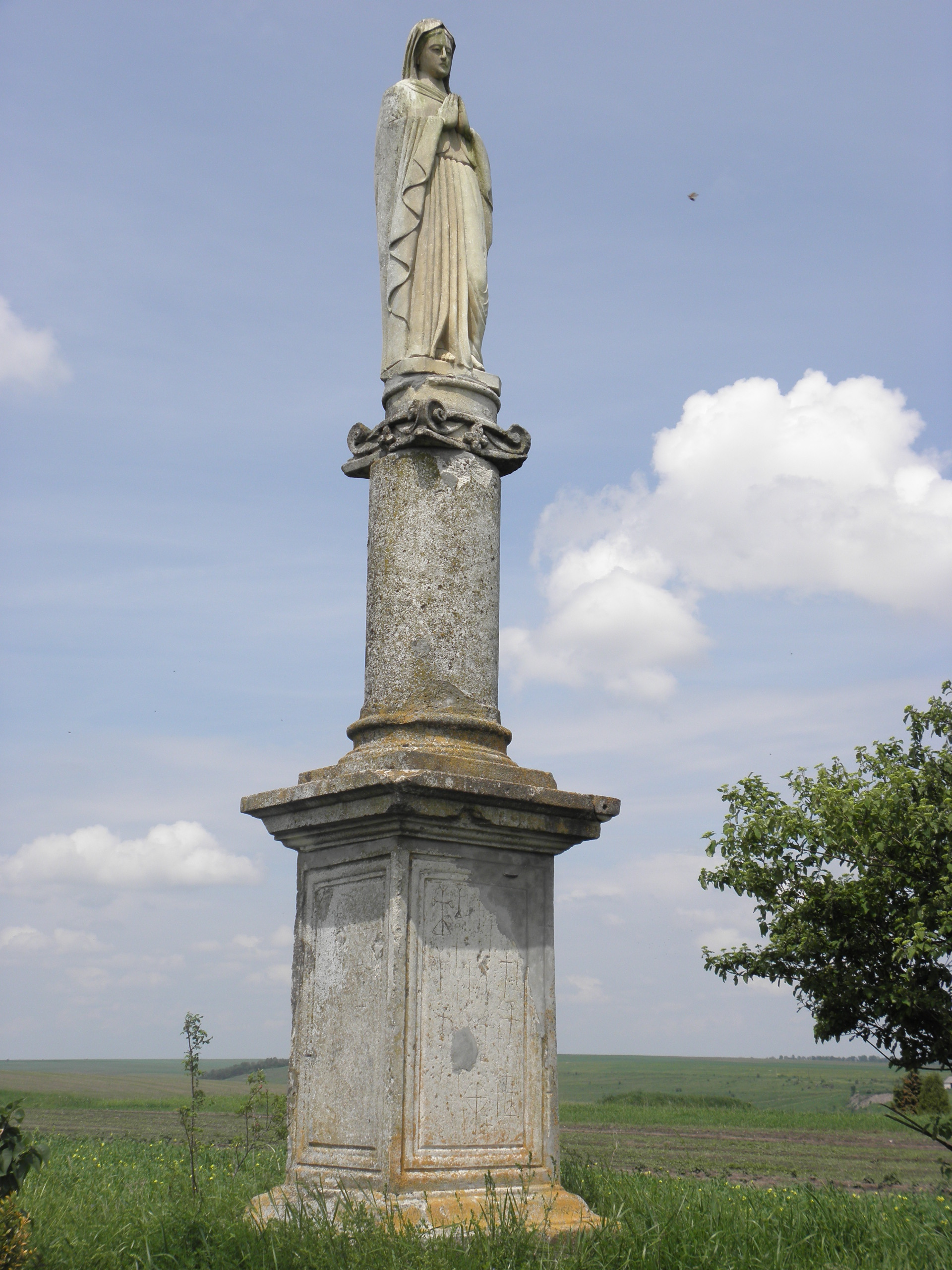
Монумент на місці битви

Битва під Підгайцями з польського боку мала оборонно-наступальний характер. План польського головнокомандувача мав джерела у плані Яна Казимира, складеному на битву під Варшавою у 1656 році проти шведів. Бойовий порядок мав на меті каналізування дій супротивника у потрібному для поляків напрямку, при тому чисельну слабість війська було скомпенсовано польовими фортифікаціями. При тому польський фронт не перетворювався на одну монолітну лінію укріплень, що змусило б супротивника вдатися до єдиної альтернативи − спроби обходу з тилу. Два окремих равеліни із досить широким інтервалом між ними створювали ілюзію можливості прориву крізь польські лави. На практиці фланговий вогонь з укріплень та контратаки кінноти з другої лінії виявилися достатніми для завдавання супротивнику поразки.
Два равеліни півкруглої форми давали кінноті кращі можливості взаємодії з артилерією, ніж було б у випадку однієї безперервної лінії шанців. Битва під Підгайцями мала проміжну форму між битвою у чистому полі та захистом укріпленого табору. Подібний характер носили бої в перший день Журавненської битви, де Собеський збудував редути перед укріпленим табором. Аналогічно ужив систему польових укріплень Петро І в битві під Полтавою (1709), а пізніше також маршал Франції Моріц Саксонський під Фонтенуа (1745).
Укріплення дозволили Собеському, попри малу чисельність його війська, вжити метод економії сил: понад половину його військ складав резерв. Характерним було його постійне відтворення, при тому резервом ставало все, що в цей час не задіювалось на якому-небудь відрізку фронту (подібно тому, як сталося в битві під Простками у 1656 р.). Резерв Собеського мав свою генезу не тільки з класичного поняття резерву, але й у діях самостійних авангардів чи ар'єргардів (Варка, Простки (1656), Новгород-Сіверський (1664), дії рокошан під Ченстоховою (1665) та Монтвами (1666)). Такі групи мали в той чи інший спосіб зв'язати чи виманити супротивника та підготувати як найкращі умови для ведення бою своїм головним силам. Під Підгайцями роль авангарду відігравала перша лінія (равеліни); оборонний потенціал фортифікації та вогнепальної зброї заступив тут маневровість кавалерії. Еквівалентом головних сил став резерв. Дальшим розвитком системи оборони, основним чинником якої був сильний резерв, стала битва під Львовом (1675).

## Додаток. Козацькі літописи про Підгаєцьку кампанію
|                                                              | Того ж року гетман Дорошенко татарской сторони, затягнувши орду з Ґалга солтаном и инними султанами великую потугу на ляхов и искупивши войско свое козацкое, ходив противко ляхов, але оного в Полщу не допущено, бо войско стояло под Подгайцами. И так видячи албо маючи відомость певную, же орди великіе вишли, стали жолніре по фортеціях, а гетман коронній Ян Собескій з войском стал в Подгайцах, которого орда з Дорошенком облегли и там чрез немалій час держали в облеженю. Що и далій может бы не приступала орда до трактатов, доказуючи своего, але татаром стала помішка в Криму, бо запорожці з Сірком кошовим ходили в Крим, которих зостріл хан з ордами у Перекопу, где, давши бой, козаки орду зламали, и мусіл хан уступати, и орда розно пойшли каждій до жони и дітей. Итак козаки тиждень Крим пустошили, палили села, и узявши немалую здобич, повернули на Запорожже. О чом почувши орда, учинивши згоду з гетманом коронним, и повернули у Крим, а гетман Дорошенко до Чигирина |
| — Літопис Самовидця, http://litopys.org.ua/samovyd/sam03.htm | |

|                                                             | Того ж року гетьман Дорошенко з дружніми йому татарами обліг в Підгайцях коронного гетьмана Яна Собецького, що простував на Україну. Ляхам довелось вельми сутужно. Та коли до татар прийшла звістка, що Сірко із запорізькими козаками гостює в Криму, то орда й Дорошенко нашвидку замирилися з коронним гетьманом. А хан, хоч і перестрів козаків під Перекопом (він там став з тими ордами, що залишалися в Криму), хоч і звів з ними битву та багатьох перебив, все ж не переміг козаків. Козаки перемогли його і змусили спершу відійти, а потім присилувати і втікати. Орда кинулася від Перекопу рятувати своїх жінок та дітей та спасатися в горах. А козаки більше тижня по Криму гуляли, села палили, Крим пустошили. А взявши чималу здобич, повернулися на Запоріжжя. Саме з причини цього розгрому опісля і орда і Дорошенко підтвердили своє перемир'я з коронним гетьманом. |
| — Літопис Грабянки, http://litopys.org.ua/samovyd/sam03.htm | |

|                                                                     | Трактат із солтаном Калгою Оскільки його милість солтан Кирим Ґерай Калга ввійшов сюди, в держави його королівської милості і Річі Посполитої, з військами кримськими, ногайськими, буджацькими, білогородськими не з іншим наміром, тільки з тим, щоб постановити й підтвердити давні пакти, за багато років перед тим утверджені з його милістю королем і Річчю Посполитою іменем теперішнього його милості хана, його наступника, також і цілого Криму, а особливо ті, які недавно постали з його милістю ханом та з Іслан-Гереєм, що пішов із цього світу, як і наступником його, ханом, його милістю Мехмет-Гереєм. Отож, зійшовшись між собою тут, під Підгайцями, його милість пан гетьман від імені його милості короля й цілої Річі Посполитої та його милість солтан іменем його милості теперішнього хана і його наступника на потім, як і цілого Криму, і всіх їхніх милостей, присягалися, вмовившись разом, до вічної приязні і на вічно нерозривний мир. По-перше, все, що тільки сталося поміж обома народами, як у минулу зиму, так і в теперішні часи, пустили у вічну непам’ять, віддавши те на таємний суд Божий. А щоб не доходило надалі до такого розірвання приязні, його милість пан гетьман вимагає під присягою, що коли б мали заходити коли-небудь і які-небудь оказії, незгоди або претензії поміж згаданими державами, має вирішуватися це через послів, і до їхнього повернення все повинно лишатися у спокої, і не повинні виявлятися знаки неприязні. А що його милість солтан обіцяє й присягається іменем його милості теперішнього хана і його наступників, як і цілого Криму, бути ворогом ворогів його королівської милості і Річі Посполитої, ставати з військами, яких його королівська милість та Річ Посполита потребуватиме на будь-яку послугу Річі Посполитої, то навзаєм і його милість гетьман обіцяє й забезпечує іменем його королівської милості й Річі Посполитої віддавати подарунки згідно з давніми звичаями, що належать їхнім милостям ханам і кримським ордам, починаючи від того поприсяження зобопільної дружби. На знак того й задля вічної приязні з його милістю ханом і цілим Кримом він ординує при його милості солтані і своїх людей, щоб перебували біля його милості хана,— вони так довго мають там залишатися, доки не повернеться до його милості хана посол, виправлений на сейм за подарунками. Зате його милість хан не посилатиме без відома й приязної волі його королівської милості та цілої Річі Посполитої жодних військ в Україну і в держави його королівської милості. А що деякі орди буджацькі, білогородські, також ногайці й немала частина оракулів, візабетелів не визнають себе в послушенстві його милості хана, то й тоді його милість солтан убезпечує його милість пана гетьмана й упевнює, що коли б згадані свавільні орди входили малими чи також великими купами в держави його королівської милості, то його милість солтан іменем його милості хана обіцяє їх присмиряти, жодної не виказуючи протекції і не допускаючи з’єднуватися з ними своїм військам. Оскільки на прохання його милості хана і солтана Калги його королівська милість і Річ Посполита приймає козаків до ласки як своїх власних підданих, аби задовольнялися вони тим, що їм декларуватиметься призначеною від його королівської милості комісією, і хай ствердять свою покірність у тому присягою. Обіцяє його милість солтан для утвердження ґрунтовнішої приязні і братерської вірності справити у його милості хана, щоб в’язнів, побраних під Браїловом, тобто пана Маховського й інших, які вже відзиваються й відзиватимуться, його милість хан повернув до Польщі, а його милість пан гетьман навзаєм обіцяє випросити у його королівської милості, щоб той на знак щирого братерства з його милістю ханом наказав випустити на волю татар, різночасно побраних в ув’язнення. Його милість солтан убезпечує, що він з усіма ордами правдиво обіцяє його милості панові гетьману — як з цього місця, так і повертаючись до Криму,— не дозволить він чинити зі свого відома жодних набігів у будь-який бік і взагалі закаже, аби не ходили; свавільників же своїх зволить громити і на знак ґрунтовнішого братерства має ствердити те присягою. На що для кращої віри з підписом рук наших притискаємо й печатку. Цей під Підгайцями вересня 16 дня 1667 року. Гіт-Герей солтан; Керим-Герей Калга, солтан великих орд кримських; Якки-Герей; Гем-Герей; Сирам-бей; мурза Забей Карачага; Маутша-мурза; Мадукала; Адиша-мурза; Мах-мурза; Мит Гієткша Мурта. ТАТАРСЬКА ПРИСЯГА Присягаємо єдиному господові Богові, тому, який створив небо й землю, море й усе, що ми дотримуємося загалом і зокрема всього, що є в тих пунктіх, які описано й висловлено в підписанім трактаті. А коли будь у чому не дотримаємо й зламаємо нашу присягу, хай нас той господь Бог, до якого взиваємо, покарає на цьому й на тому світі; і покарає нас завжди і нащадків наших, наче ворожою шаблею. І чинимо це іменем його милості хана, солтана Калги, Нурадина від імені Криму і всіх орд, що знаходяться під державою його милості хана. ПІДГАЄЦЬКІ ПАКТИ, постановлені з його милістю паном Дорошенком, гетьманом запорозьким Ясновельможний його милість пан великий маршалок і польний коронний гетьман, пізнавши щиру готовність його милості пана Петра Дорошенка, гетьмана війська його королівської милості Запорозького, до послуг його королівської милості й Річі Посполитій і маючи його запевнення, що не з війною, але з проханням благають ласки його королівської милості й Річі Посполитої, обіцяє згаданому панові гетьману з військом його королівської милості Запорозьким подати прохання до його королівської милості й Річі Посполитої, аби все те, що сталося дотіль, його королівська милість і Річ Посполита піддала цілковитому забуттю. А щоб це його милість король та Річ Посполита ясніше побачили, його милість пан гетьман запорозький і Запорозьке військо обіцяють відтепер цілковите й вірне підданство його королівській милості й Річі Посполитій, щире бажання на всілякі послуги і вирікається на потім всіляких протекцій, покладаючи свою безпеку на саму тільки ласку його королівської милості й Річі Посполитої. І щоб бути достойнішими її, зобов’язується всім панам, як дідичних добр, так і державних добр його королівської милості, чи їхнім намісникам, давати допомогу для їхнього безпечного мешкання в домах, за винятком того, про що покірно просять, аби козаки й їхні хутори були вільні. А оскільки ясновельможний його милість пан великий маршалок і польний коронний гетьман не має повної сили на заспокоєння претензій його королівської величності Запорозьких військ, то всі їхні вимоги відкладає до найближчого сейму, на який військо його королівської милості Запорозьке зашле своїх послів і проситиме комісії, в чому їм допоможе ясновельможний його милість пан маршалок. Між тим він убезпечує Запорозьке військо, що до комісії не вводитиме коронних, його королівської милості, військ у жодне місто, нікуди, де тільки мешкають козаки, що належать до Запорозького війська. Навзаєм і запорозькі війська не повинні вимагати жодних міст, у яких досі козаків не було. А що то за міста, має бути висловлено особливим актом. Через те, що білоцерківська залога не може мати достатнього утримання без утиску людей Запорозького війська, лишаючись у такому числі, як і в Білій Церкві, так і в інших містах, то його милість пан маршалок на прохання його милості пана гетьмана Запорозького війська і цілого війська згоджується послати офіцера до його милості пана Стахурського з розпорядженням, щоб частину людей спроваджено з Білої Церкви, суворо наказавши, аби його милість пан комендант, лишаючись у Білій Церкві, у найменший спосіб не важився чинити жодної кривди людям, що належать до Запорозького війська, під загрозою військового суду. Тим же розпорядженням накаже панові коменданту, щоб як церковні речі, так і те, що взято в полковника паволоцького, віддав цілком, кому належить, без усілякої відволоки, аби всі покривджені були задоволені. Ці пункти мають бути зараз зміцнені присягою з боку його королівської милості й Річі Посполитої через ясновельможного його милості пана великого маршалка і коронного польного гетьмана та їхніх милостей панів комісарів, призначених до трактування, а з боку війська його королівської милості Запорозького через його милість пана Петра Дорошенка, гетьмана, обозного військового, генеральних суддів, осавулів, сотників і всіляку старожитну старшину, та стверджені, згідно з писаною формою. Цей під Підгайцями, 19 жовтня, дня, 1667 року. ПРИСЯГА ВІЙСЬКА його королівської милості Запорозького Я, Петро Дорошенко, гетьман війська його королівської милості Запорозького, всі обозні, судді, осавули, полковники, сотники і всі разом старшини своїм і цілого війська його королівської милості Запорозького іменем тих, що лишаються як тут, в обозі під Підгайцями, так і тих, що лишились удома, котрі є тепер і котрі будуть на потомні часи, присягаємо панові Богові святому, єдиному в святій трійці, перед найсвятішою Дівою і всіма святими, що як і предки наші, які мали повну силу і начальство від многовладних найясніших польських королів та Річі Посполитої, своїх дідичних панів, так і ми будемо постійно й тривко почуватися в тому-таки вірному підданстві його королівської милості та Річі Посполитої, обіцяючи його королівській милості та Річі Посполитій всілякі щирі та зичливі послуги, вирікаючись усілякої сторонньої протекції своїм і наступників наших, належних до військ його королівської милості, іменем. Зі сторонніми без відома його королівської милості не матимемо кореспонденції ані посольства, але покладаємо все наше майно і власне здоров’я його королівській милості та Річі Посполитій в надії, що його королівська милість, пан наш милостивий, та Річ Посполита милостиво вдовольнять наші прохання. А ми все те, що висловлено в пунктах, написаних під Підгайцями, і те, що зараз обіцяємо, утверджуємо нинішньою клятвою. А коли б не дотримали в будь-чому, хай покарає нас господь Бог на душах, тілах, дітях, майні нашому тепер і на потомні часи. Постановивши ці вищеописані Підгаєцькі пакти, гетьман Дорошенко з козаками, Нурадин-солтан з татарами, а гетьман польний з поляками роз’їхалися з-під Підгайців по домівках. А на цьому боці Дніпра, того ж 1667 року, приятель гетьмана Брюховецького отець Методій, єпископ оршанський, могилевський та мстиславський, прибувши з Москви, поїхав у Гадяче в Пилипівський піст на святого Миколу, щоб відвідати свого друга Брюховецького, з яким, відновивши давню дружбу, прийшов і в таке приятельство, що прирік на одруження з братаничем Брюховецького і дочку свою Методіївну. Після цього сватання вірність Брюховецького до царської величності відразу почала перемінюватися і ховано хилитися до зради. |
| — Літопис Самійла Величка, http://litopys.org.ua/velichko/vel25.htm | |